# Saison 17 de Joséphine, ange gardien
Chronologie
Saison 16 Saison 18
Cet article présente les épisodes de la dix-septième saison de la série télévisée Joséphine, ange gardien. 

## Liste des épisodes

### Épisode 1:Le secret de Gabrielle
Scénaristes :
- France Corbet
- Maïa Muller

Réalisateur :
- Stephan Kopecky

Diffusions :
- Belgique : 21 août 2016 sur La Une
- Suisse : 20 août 2016 sur  RTS Un
- France : 23 août 2016 sur TF1

Audience : 
- France : 5,56 millions de téléspectateurs (27,3 % de part de marché)[1]

Distribution :
- Mimie Mathy : Joséphine
- Brigitte Fossey : Gabrielle Chamant
- Thierry Baumann : Dominique, le fils de Gabrielle
- Alix Mahieux : Mme Lacan, potentielle mère adoptive
- Christelle Reboul : Mlle Girard, la directrice du pensionnat
- Jean-Baptiste Martin : le père Tardivel
- Vincent Nemeth : le docteur Lancel
- Camille Aguilar : Hélène Verdier, la pensionnaire qui veut devenir étudiante
- Marie Berto : Madeleine, employée du pensionnat
- David Chenaud : Olivier
- Thierry Nenez : le gardien
- Philypa Phoenix : Mme Saldès
- Michel Biel : Frédéric Vidal, le petit ami de Gabrielle
- Emilie Blon-Metzinger : Mlle Sanson
- Anne Cart : la mère de Gabrielle
- Hélène Church : Gabrielle adolescente
- Onna Clairin : Mme Verdier,  mère d'Hélène, fermière
- Bertrand Combe : Edmond Lacan, potentiel père adoptif
- Mathilde Hancisse : Nadine Beauchamps, la pensionnaire rebelle
- François Hatt : le père de Gabrielle
- Jonathan Hostier : M. Verdier, le père d'Hélène, fermier
- Nicolas Le Guyader : le sergent
- Jérôme Paquatte : le gendarme
- Madeleine Pougatch : Françoise Sevran, fille-mère
- Nathalie Rouckout : Mme Solange Munier, la mère adoptive de Dominique

Résumé : Joséphine vient en aide à Gabrielle Chamant, une créatrice de mode qui vient de découvrir que l'enfant qu'elle a mis au monde lorsqu'elle avait 16 ans est bien vivant, contrairement à ce qu'on lui avait annoncé. L’ange gardien n'a qu'une seule solution pour résoudre ce mystère : retourner en 1962, dans le pensionnat de jeunes filles de Gabrielle. Elle se retrouve alors plongée parmi les jeunes filles des sixties, entre leurs rêves de femmes libres et leurs amours naissantes.
Profession de Joséphine :
Joséphine est journaliste mode et surveillante de pensionnat en 1962.
Biographie de Joséphine :
Joséphine trouve que Cicéron était grincheux.
Commentaire : Joséphine avoue au bébé ne pas pouvoir changer l'avenir.

### Épisode 2:Enfants, mode d'emploi
Scénaristes :
- Cécile Leclere
- Cécile Lugiez

Réalisateur :
- Denis Thybaud

Diffusions :
- Belgique : 13 septembre 2016 sur La Une
- Suisse : 20 septembre 2016 sur RTS Un
- France : 26 octobre 2016 sur TF1

Audience : 
- France : 4,53 millions de téléspectateurs[2]

Distribution : 
- Mimie Mathy : Joséphine
- Emilie Caen : Zoé Deville
- Arièle Semenoff : Cathy, la mère de Zoé et Margaux et grand-mère de Pauline et Fleur
- Natacha Krief : Pauline, 15 ans, nièce de Zoé
- Stella Trotonda : Fleur, 9 ans, nièce de Zoé
- David Baiot : Stan, le marié, chanteur célèbre
- Marion Christmann : Carole, la collègue de Zoé
- Catalina Denis : Jessica, la mariée, comédienne
- Guillaume Faure : Benjamin Thierry, l’amant d’un soir de Zoé, prof de natation de Pauline
- Yannig Samot : Gilles, le patron de Dakota Events
- Serena de Mouroux-Phelan : Emilie, collégienne
- Rébecca Benhamour : La copine d'Emilie, collégienne
- David Forgit : Anthony Zurini
- Annabelle Le Cam : Margaux Zurini, née Deville
- Jonathan Bizet : le serveur
- Alain Buron : le prêtre du mariage
- Stéphane Lardot : le paparazzi
- Jean-Marc Layer : le juge d’attribution de la garde
- Gaëlle Merle : la maîtresse de Fleur
- et avec l'aimable participation de Christophe Beaugrand dans son propre rôle
- avec les voix de : Eddy Pero et Kim Melville pour les chansons

Résumé : Joséphine vient en aide à Zoé, une organisatrice de mariage qui doit gérer une mariée très  capricieuse. La jeune célibataire hérite soudain de la garde de ses nièces devenues orphelines. Une mission rock and roll pour Joséphine, entre les caprices de star de Fleur et les conflits de Pauline en pleine adolescence, l’ange gardien doit aider sa cliente à se révéler en assumant ses nouvelles responsabilités professionnelles et familiales.
Profession de Joséphine :
Joséphine est wedding planner.
Remarque : On peut remarquer que dans le bureau de Zoé, il y a un panneau où les deux personnages principaux de la BD de Thomas Lambert de l'épisode 2 "Papa est un chippendale" de la Saison 16 de Joséphine, ange gardien apparaissent.

### Épisode 3:La parenthèse enchantée
Scénaristes :
- Eric Eider
- Ivan Piettre

Réalisateur :
- Philippe Proteau

Diffusions :
- Belgique : 27 octobre 2016 sur La Une
- Suisse : 25 octobre 2016 sur RTS Un
- France : 10 avril 2017 sur TF1

Audience :
- France : 5,53 millions de téléspectateurs[3]

Distribution : 
- Mimie Mathy : Joséphine
- Camille Claris : Sandra Laffont
- Yoann Denaive : Olivier, le collègue de Sandra
- Nicole Gueden : Clémence Delage, retraitée
- Ophélie Koering : Corinne Debord, la nouvelle propriétaire
- Denis Maréchal : Philippe, le directeur du magasin de jouets
- Marie Piton : Mme Rabier, l’assistante sociale
- Élina Solomon : Zoé Laffont, 6 ans, la fille de Sandra
- Brigitte Lo Cicero : la cliente pendant l'incendie
- Florent Bigot de Nesles : le capitaine de gendarmerie
- Eliott Bousson : Raphaël
- Elliot Chazal : Thibaud
- Nathan Dellemme : le chef des pompiers
- Emma Grandjean : Cécile
- Patrice Juiff : le voisin
- Clémentine Layec : la copine de Zoé
- Mélanie Malhère : la propriétaire de l'appartement
- Arthur Orcier : le passant locataire dans la rue
- Anne-Charlotte Piau : la maîtresse de Zoé
- Elena Plonka : Tiffany
- Philippe Suner : le directeur de l’école de Zoé
- Ricky Tribord : le policier du parc
- Sylvain Vanstaevel : le gendarme à la Paloma
- Olivia Zam : la collègue de Sandra

Résumé : Joséphine vient en aide à Sandra, une jeune mère célibataire SDF et souffrant d’illettrisme.  Avec l’aide d’Olivier, l'éternel étudiant qui ne veut pas se fixer, et Clémence, une vieille dame nostalgique de son ancienne maison, l’ange gardien va aider Zoé et sa maman à sortir de cette mauvaise passe.
Profession de Joséphine :
Joséphine est gardienne de nuit dans le plus grand magasin de jouets de France.
Anecdotes de l’épisode :
On peut remarquer que dans le bureau du directeur, il y a un panneau où les deux personnages principaux de la BD de Thomas Lambert de l'épisode 2 "Papa est un chippendale" de la Saison 16 de Joséphine, ange gardien apparaissent.

### Épisode 4:Sur le cœur
Scénaristes :
- Sylvie Audcoeur
- Mirabelle Kirkland

Réalisateur :
- Stephan Kopecky

Diffusions :
- Belgique : 25 décembre 2016 sur La Une
- Suisse : 13 décembre 2016 sur RTS Un
- France : 3 avril 2017 sur TF1

Audience :
- France : 5,32 millions de téléspectateurs (22,8 % de parts de marché)[4]

Distribution :
- Mimie Mathy : Joséphine
- Ingrid Chauvin : Charline
- Arnaud Gidoin : Marc, le mari de Charline
- Cosima Bevernaege : Justine, la fille de Charline
- Juliette Pi : Roxane, la fille de Charline
- Fatima Adoum : Dr Borgon
- Lionel Cecilio : Le serveur
- Marie-Bénédicte Roy : Lili
- Éric Soubelet : Cherasse
- Emilie Deville : Mila
- Christelle Garcia Moya : L'hôtesse
- Fabien Lucciarini : Le chirurgien oncologue
- Arnaud Maillard : Gérard
- Omar Mebrouk : Frédéric Maille
- Tristan Robin : Tony, l’employé de la ferme

- et avec la participation de Roger Miremont : Pierre

Résumé : Joséphine vient en aide à Charline, une mère de famille, avocate et qui est habituée à tout gérer. Ne serait-ce que pour pallier les actions de son mari Marc, fervent défenseur des animaux, et les comportements épidermiques de leurs deux ados, Roxane et Justine. Mais tout vacille lorsqu'elle apprend qu'elle a un cancer du sein... Ne parvenant pas à affronter cette nouvelle, Charline décide de le cacher à sa famille.
Profession de Joséphine :
Joséphine est soigneuse.
Références : Au milieu de l'épisode, Joséphine utilise ses pouvoirs sur Frédéric Maille pour lui faire oublier ce qu'il vient de voir. Elle met des lunettes de soleil et claque des doigts, provoquant un gros flash. Il s'agit d'une référence directe à Men In Black et au Neuralyzer.
Charline fait une scène à un client venu là ce harceler chez elle. Cette scène est une référence à la fameuse tirade de Maria Pacôme dans La Crise.

### Épisode 5:Tes qi toi?
Scénaristes :
- Guila Braoudé
- Vincent Robert

Réalisateur :
- Thierry Petit

Diffusions :
- Belgique : 29 janvier 2017 sur La Une
- Suisse : 31 janvier 2017 sur RTS Un
- France : 29 août 2017 sur TF1

Audience :
- France : 4,33 millions de téléspectateurs (21,1 % de part de marché)[5]

Distribution :
- Mimie Mathy : Joséphine
- Axelle Dodier : Mélanie Chamanier
- Sophie Duez : Anne Chamanier, la mère adoptive de Mélanie
- Franck Adrien : Patrice Chamanier, le père adoptif de Mélanie
- Clémence Thioly : Julie Destrade, la mère biologique de Mélanie
- Oscar Lesage : Anthony Destrade, le fils de Julie
- François-Dominique Blin : Sébastien Baccarelli, le compagnon de Julie
- Pauline Bression : Marie
- Jean-Marc Michelangeli : l’animateur radio
- Hélène Milano : la psychologue
- Amélie de Vautibault : la prof de français
- Malik Elakehal El Miliani : le chauffeur de l'accident
- Jules Fabre: Enzo
- Alexandre Faraut : Renaud
- Isalinde Giovangigli : Mme Duprey
- Sophia Johnson : l’assistante sociale
- Edith Saulnier : Nina

Résumé : Joséphine vient en aide à Mélanie, une adolescente qui souffre de dyslexie et découvre son adoption. Mélanie décide de demander aux services sociaux le nom de sa mère biologique. Cette rencontre décisive la bouleverse. Julie Destrade, sa mère, lui ressemble comme deux gouttes d'eau et souffre elle aussi de dyslexie. Avec d'autres méthodes que celles pratiquées par les orthophonistes, cette inconnue s'efforce alors de lui apprendre à accepter puis à dépasser son handicap.
Profession de Joséphine : Joséphine est serveuse.
Commentaires :
- Cet épisode marque la deuxième participation de Sophie Duez dans la série, mais cette fois-ci elle ne joue pas une cliente de Joséphine mais la mère de la cliente.
- À partir de cet épisode, TF1 adopte une nouvelle forme de diffusion déjà visible dans différentes séries telles qu’Une famille formidable, Camping Paradis ou encore Clem, c'est-à-dire que chaque épisode est diffusé en deux parties de +/- 50 minutes.